# Азербайджанский государственный университет культуры и искусств
Азербайджанский государственный университет культуры и искусств (азерб. Azərbaycan Dövlət Mədəniyyət və İncəsənət Universiteti) — высшее государственное учебное заведение Азербайджана.

## История университета
Время создания университета относится к началу 20-х годов XX века. В 1923 году состоялся первый набор учащихся по актёрской специальности в Бакинскую театральную школу. В этой школе преподавали такие видные специалисты как Н. Боголюбов (история театра), В. Иванов (античная литература), А. Мудров (западная литература). За время своего существования до 1945 год театральная школа выпустила около 470 профессиональных актёрских и режиссёрских кадров.
В 1945 году школа была преобразована в Бакинский театральный институт. В 1949—1951 годах состоялся первый выпуск Театрального института. 
В 1954 году Театральному институту было присвоено имя известного азербайджанского актёра, педагога и общественного деятеля Мирзы Ага Алиева.
Указом Министерства высшего и среднего специального образования СССР от 2 апреля 1968 года Театральный институт был преобразован в Азербайджанский государственный институт искусств имени М. А. Алиева. В апреле 1981 год в институте началось обучение студентов по специальностям живопись, графика и скульптура. Затем в 1988—1992 годах специальностей, преподаваемых в институте, расширились и появились  дизайн, художественное оформление и рекламирование, кинорежиссура, киноведение, музееведение, интерьер и оборудование, ткачество и художественное конструирование товаров легкой промышленности.
На базе художественных факультетов университета в 2000 году была создана Азербайджанская государственная академия художеств.

## Структура
В настоящее время в университете функционируют 7 базовых факультетов и 29 кафедр, учебный театр, спортивный клуб, компьютерный и издательско-полиграфические центры. 
Университет готовит специалистов по следующим специальностям: актёр театра и кино, режиссёр, кино- и телеоператор, менеджер культуры, музыковед, певец, искусствовед, театровед, киновед, культуролог и художественный эксперт по международным культурным связям.

## Факультеты
- Факультет актёрского искусства
- Факультет изобразительного искусства
- Факультет искусствоведения
- Факультет культурологии
- Факультет музыкального искусства
- Факультет повышения квалификации и совершенствования знаний
- Факультет по учёбе иностранных студентов
- Режиссёрский факультет
- Художественный факультет

## Музей
В 1997 году был создан университетский музей, в котором представлены фотографии и архивные документы, отражающие историю университета, почётные грамоты, дипломы и награды профессорско-преподавательский состава и студентов университета. Музей состоит из экспедиционного зала, шести разделов и фондов. Основу экспонатов составляют произведения живописи, графики и скульптуры, а также предметы декоративно-прикладного искусства — ковры, изделия из стекла, дерева и керамики.

## Почётные доктора
- Никас Сафронов — российский художник[1].

## Выпускники
В период с 1923 по 2007 годы университетом по 37 специальностям подготовлено 12 662 высококвалифицированных специалиста для различных областей культуры и искусства.